# Pleuroplacosphaeria negeriana
Pleuroplacosphaeria negeriana är en svampart som beskrevs av Syd. 1928. Pleuroplacosphaeria negeriana ingår i släktet Pleuroplacosphaeria, divisionen sporsäcksvampar och riket svampar.   Inga underarter finns listade i Catalogue of Life.